# Confederação Nacional dos Agricultores Familiares e Empreendedores Familiares Rurais do Brasil
A Confederação Nacional dos Agricultores Familiares e Empreendedores Familiares Rurais do Brasil (CONAFER) é uma associação presidida por Carlos Roberto Ferreira Lopes, fundada em 2011.
Tem filiação em Ruanda, Congo, Burundi, no sul do Sudão, em Uganda e na Tanzânia.

## Descontos não autorizados de aposentados e pensionistas
Segundo publicação da G1, a CONAFER foi a entidade que teve o maior aumento do volume de descontos de aposentados e pensionistas entre 2019 e 2023, no escândalo do INSS. De acordo com a Controladoria-Geral da União (CGU), os descontos não autorizados passou de 400 mil reais por ano em 2019, para 57 milhões de reais em 2020 e 202 milhões de reais em 2023. Segundo o portal The Intercept, a entidade podia descontar por convênio valores diretamente dos benefícios de aposentados e pensionistas.
Em maio de 2025, funcionários da entidade denunciaram pressão psicológica, atraso nos salários e desvios de função.